# آلگرا لاپی
آلگرا لاپی (ایتالیایی: Allegra Lapi؛ زادهٔ ۸ سپتامبر ۱۹۸۵) بازیکن زن واترپلو اهل ایتالیا است.
وی در مسابقات کشوری و بین‌المللی در مجموع برندهٔ ۱ مدال طلا شده‌است.